# Mirupanahalli, Malur
Mirupanahalli là một làng thuộc tehsil Malur, huyện Kolar, bang Karnataka, Ấn Độ.